# McLaren MP4-28
La McLaren MP4-28 è un'automobile monoposto sportiva di Formula 1 costruita dalla casa automobilistica McLaren, per partecipare al Campionato mondiale di Formula 1 2013.
È stata presentata il 31 gennaio 2013 a Woking, presso la sede della scuderia.

## Livrea e sponsor
La vettura si presenta con la stessa livrea della stagione precedente: argentata con gli inserti rossi della Vodafone.

## Tecnica
La vettura adotta delle soluzioni usate nella stagione precedente da diverse scuderie, come Red Bull, Ferrari e Lotus.

## Piloti
| Piloti ufficiali       | Piloti ufficiali | Piloti ufficiali |
| Nazione                | Nome             | Numero           |
| ---------------------- | ---------------- | ---------------- |
| Regno Unito (bandiera) | Jenson Button    | 5                |
| Messico (bandiera)     | Sergio Pérez     | 6                |
| Collaudatori           |                  |                  |
| Nazione                | Nome             | Nome             |
| Regno Unito (bandiera) | Gary Paffett     | Gary Paffett     |
| Regno Unito (bandiera) | Oliver Turvey    | Oliver Turvey    |

## Stagione
Le prestazioni del team di Woking non sono state delle migliori, ma a partire da metà stagione i risultati sono progressivamente migliorati, grazie agli aggiornamenti tecnici e ad uno sviluppo lento ma tutto sommato fruttuoso della vettura.
Per larga parte della stagione la McLaren ha dovuto lottare con il team Force India per agguantare il quinto posto nel campionato costruttori, riuscendovi.
Sebbene il team nell'arco della stagione non abbia centrato alcun podio, l'ex campione del mondo Jenson Button ha conquistato un apprezzabile quarto posto nella gara di chiusura del campionato 2013, ad Interlagos.

## Risultati F1
| Anno | Team    | Motore              | Gomme | Piloti |    |    |    |    |   |    |    |    |   |   |    |    |   |    |    |    |    |    |   | Punti | Pos. |
| ---- | ------- | ------------------- | ----- | ------ | -- | -- | -- | -- | - | -- | -- | -- | - | - | -- | -- | - | -- | -- | -- | -- | -- | - | ----- | ---- |
| 2013 | McLaren | Mercedes FO-108Z V8 | P     | Button | 9  | 17 | 5  | 10 | 8 | 6  | 12 | 13 | 6 | 7 | 6  | 10 | 7 | 8  | 9  | 14 | 12 | 10 | 4 | 122   | 5º   |
| 2013 | McLaren | Mercedes FO-108Z V8 | P     | Pérez  | 11 | 9  | 11 | 6  | 9 | 16 | 11 | 20 | 8 | 9 | 11 | 12 | 8 | 10 | 15 | 5  | 9  | 7  | 6 | 122   | 5º   |